# Matrice di Gram
Nella teoria dei sistemi e in algebra lineare la matrice di Gram (o matrice gramiana) di un insieme di vettori di uno spazio vettoriale dotato di prodotto scalare è la matrice i cui elementi sono i prodotti scalari tra i vettori. Questa matrice, il cui nome è legato al matematico danese Jørgen Pedersen Gram, può essere sfruttata per verificare l'indipendenza lineare dei vettori: i vettori sono linearmente indipendenti se e solo se è invertibile. Il suo determinante è noto come determinante di Gram.
Tutti gli autovalori di una matrice di Gram sono reali e non negativi e la matrice è quindi semidefinita positiva.

## Esempi
Ad esempio, se {\displaystyle x_{1},\dots ,x_{n}} sono vettori in uno spazio prehilbertiano, la matrice di Gram associata è la matrice simmetrica
{\displaystyle G(x_{1},\dots ,x_{n})={\begin{bmatrix}(x_{1}|x_{1})&(x_{1}|x_{2})&\dots &(x_{1}|x_{n})\\(x_{2}|x_{1})&(x_{2}|x_{2})&\dots &(x_{2}|x_{n})\\\vdots &\vdots &&\vdots \\(x_{n}|x_{1})&(x_{n}|x_{2})&\dots &(x_{n}|x_{n})\end{bmatrix}}}
dove {\displaystyle (x_{i}|x_{j})} indica il prodotto interno dei due vettori.
Analogamente, dato un insieme di funzioni {\displaystyle \{l_{i}(\cdot ),\,i=1,\dots ,n\}} la matrice di Gram è una matrice simmetrica reale {\displaystyle G=[G_{ij}]}, dove
{\displaystyle G_{ij}=\int _{t_{0}}^{t_{f}}l_{i}(\tau )l_{j}(\tau )\,d\tau .}